# Hartland Bridge
De Hartland Bridge is de langste overdekte brug ter wereld.
De brug is 390 meter lang en overspant de Saint John River in de Canadese provincie New Brunswick. De brug verbindt de dorpen Hartland en Somerville.

## Geschiedenis
De brug werd in 1901 gebouwd en aanvankelijk was het een tolbrug. Nadat ijs in de rivier onder de brug het kunstwerk deels deed instorten in 1920 werd het herbouwd waarbij ook de overdekking werd aangelegd. In 1980 kreeg de brug de status van nationaal historisch monument.